# Cerco de Malta (1798–1800)
O Cerco de Malta consistiu num bloqueio de uma guarnição francesa em Valeta, a maior cidade e principal porto na ilha mediterrânica de Malta, entre 1798 e 1800. Valeta tinha sido capturada por uma força expedicionária francesa durante a Campanha do Mediterrâneo de 1798, e guarnecida com 3000 homens sob o comando de Claude-Henri Belgrand de Vaubois. Quando a Frota Francesa do Mediterrâneo foi destruída na Batalha do Nilo a 1 de Agosto de 1798, a Marinha Real Britânica, junto com a frota portuguesa do Marques de Nisa, conseguiu impor um bloqueio a Malta, em conjunto com uma insurreição entre os cidadãos da ilha contra o domínio francês. Forçada a recuar para Valeta, a guarnição francesa enfrentou uma falta de alimentos e um severo bloqueio britânico: embora tenham chegados abastecimentos, de pouca monta, no início de 1799, não houve mais nenhum durante um ano, provocando fome e doenças entre as tropas francesas, e uma redução do moral e da capacidade de combate.
Em Fevereiro de 1800, os franceses tentaram abastecer a guarnição enviando uma série de navios liderados pelo contra-almirante Jean-Baptiste Perrée, que partiram de Toulon. O esquadrão de bloqueio, sob o comando do contra-almirante Horatio Nelson, interceptou os navios franceses, e, durante a curta batalha que se seguiu, Perrée foi morto e o seu navio-almirante capturado. No mês seguinte, o navio de linha Guillaume Tell rumou de Valeta para Toulon, carregado de soldados, mas também este foi interceptado e forçado a render-se aos britânicos durante a uma pequena batalha. Estas derrotas tornaram a situação francesa na ilha insustentável, e a sua rendição inevitável. Embora Vaubois tenha aguentado por mais cinco meses, acabou por se entregar a 4 de Setembro, altura em que a mortalidade entre a guarnição, devido a fome e tifo, ascendia a 100 homens por dia. Malta foi controlada pelos britânicos, facto que iria ser um factor significativo nas Guerras Napoleónicas, no início de 1803. O controlo da ilha de Malta pelos britânicos iria ter uma duração de 164 anos, até à independência em 1964.